# Gennagyij Ivanovics Valjukevics
Gennagyij Ivanovics Valjukevics, belaruszul: Генадзь Іванавіч Валюкевіч (Lipszk, 1958. június 1. – Minszk, 2019. december 30.) szovjet-fehérorosz atléta, hármasugró.

## Pályafutása
Az 1977-ben ifjúsági Európa-bajnok lett. Az 1978-as atlétikai Európa-bajnokságon ötödik, a szovjet bajnokságon második helyezést ért el. A világranglistán a Znamenszkij-emlékversenyen elért 17,02 méterrel hetedik volt. Az 1979-es szovjet fedett pályás bajnokságon előbb a selejtezőben (17,18 m), majd a döntőben is (17,29 m) fedett pályás világcsúcsot ért el. Az 1979-es bécsi fedett pályás atlétikai Európa-bajnokságon aranyérmes lett hármasugrásban. Az éves világranglistát európai rangelsőként a harmadik helyen zárta (17,21 m).
A világranglistán 1980-ban nem jegyezték az élcsoportban, 1981-ben ötödik volt (17,18 m). 1982-ben ezüstérmet szerzett az athéni fedett pályás Európa-bajnokságon. Szabadtéren szovjet bajnok lett. Az 1982-es atlétikai Európa-bajnokságon negyedik helyezett volt. A világranglista harmadik hellyel zárta az évet. Az  1983-as fedett pályás atlétikai Európa-bajnokságon Budapesten második volt. Az 1983-as atlétikai világbajnokságon tizedik helyezést ért el.
Fia Dmitrij Vaľukevič fehérorosz, majd 2005-től szlovák színekben versenyzik szintén hármasugrásban.

## Sikerei, díjai
- fedett pályás Európa-bajnokság
  - aranyérmes: 1979
  - ezüstérmes (2): 1982, 1983